# Smilax neocaledonica
Smilax neocaledonica är en enhjärtbladig växtart som beskrevs av Rudolf Schlechter. Smilax neocaledonica ingår i släktet Smilax och familjen Smilacaceae.
Artens utbredningsområde är Nya Kaledonien. Inga underarter finns listade.